# Mira Loma
Mira Loma is een plaats (census-designated place) in de Amerikaanse staat Californië, en valt bestuurlijk gezien onder Riverside County. Mira Loma was voor 1930 bekend als Wineville. De naam werd dat jaar veranderd opdat de inwoners niet geassocieerd zouden worden met de Wineville Chicken Coop Murders, een reeks ontvoeringen en moorden die in 1928 plaatsvond in Los Angeles en Riverside County.

## Demografie
Bij de volkstelling in 2000 werd het aantal inwoners vastgesteld op 17.617.

## Geografie
Volgens het United States Census Bureau beslaat de plaats een oppervlakte van
16,9 km², waarvan 16,7 km² land en 0,2 km² water.

## Plaatsen in de nabije omgeving
De onderstaande figuur toont nabijgelegen plaatsen in een straal van 16 km rond Mira Loma.